# NH Hoteles Fiera Milano
NH Hoteles Fiera Milano è un complesso di edifici a Cerchiate, vicino a Milano. Realizzato in cemento armato, acciaio, con la facciata in marmo e vetro, è stato inaugurato il 23 marzo 2009 ed è stato progettato dall'architetto francese Dominique Perrault.

## Descrizione
Il complesso alberghiero, di proprietà di NH Hoteles, è costituito da due edifici alti 72 e 65 metri inclinate entrambe di cinque gradi, la più alta verso Fieramilano e la più bassa verso Milano, con le facciate in nero lucido realizzate con 20.000 lastre di gres porcellanato rivestito da uno strato di vetroceramica nera, utilizzate per la prima volta in Europa con un sistema di intercapedini ventilate studiate per diminuire la dispersione termica, con le circa 1000 finestre disposte in modo irregolare.
La superficie totale è di 23.800 m². Gestito dallo spagnolo NH Hoteles, il Rho Exhibition Centre è composto da un hotel a quattro stelle e un hotel a tre stelle con un totale di 400 camere e 800 posti letto.